# Monaeses greeni
Monaeses greeni är en spindelart som beskrevs av O. Pickard-Cambridge 1899. Monaeses greeni ingår i släktet Monaeses och familjen krabbspindlar.
Artens utbredningsområde är Sri Lanka. Inga underarter finns listade i Catalogue of Life.